# Astara (Irán)
Astara (persa, آستارا) es una ciudad de la provincia iraní de Guilán. Queda en la frontera con la República de Azerbaiyán y sobre el mar Caspio. Es un centro de comercio fronterizo relativamente importante entre Irán y el Cáucaso.

## Etimología
El nombre de la ciudad deriva de la palabra talyish اوسته‌رو (Osta-ro o hosta-ro), que significa «el lugar donde el viaje se hace más lento» (en consideración a los pantanos que rodeaban la región en el pasado). .

## Historia
Astara es una zona que Zoroastro pudo haber visitado. Su historia se remonta a hace 6.000 años. El idioma que se hablaba tradicionalmente era tayiko, pero debido al comercio con los azeríes y la migración de azeríes a la ciudad, el uso del tayiko se ha reducido significativamente.
Hay una ciudad con el mismo nombre justo al otro lado de la frontera, en la República de Azerbaiyán. La Astara septentrional fue cedida por Persia por el Tratado de Gulistán de 1813 entre Rusia y Persia.

## Geografía humana
- Población: alrededor de 90.000

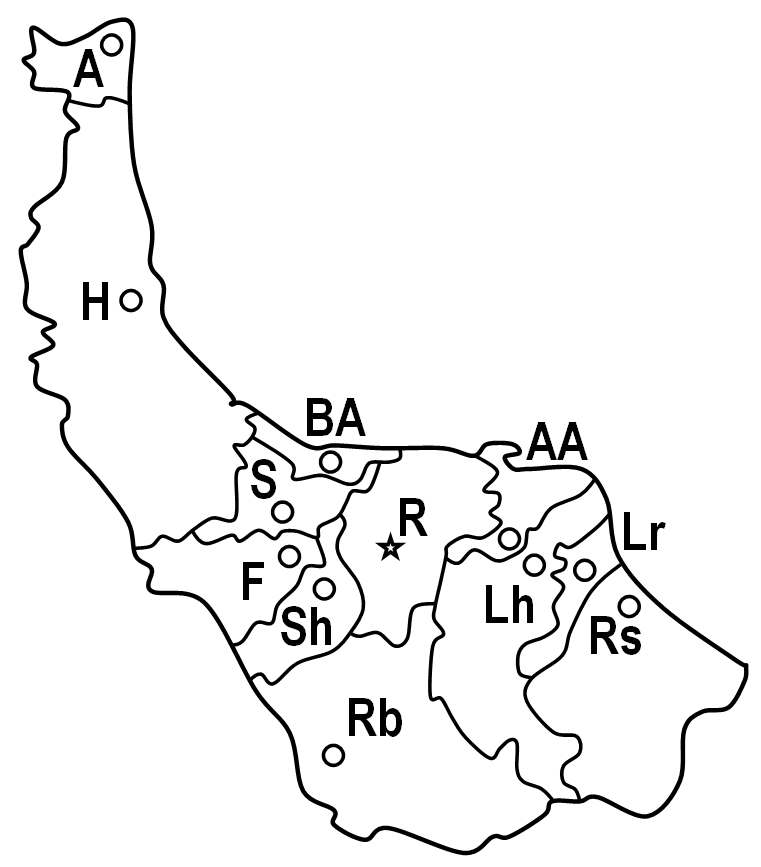
Mapa con las divisiones de la provincia de Guilán. Astara queda al Norte, en la frontera, señalado con la letra A.

- Religión: mayormente islam chií y suní (la mayor parte entre personas que hablan tayiko)
- Grupos étnicos: talyish, azeríes
- Idiomas: plimulto azerí minoritataj talyish.

## Personas famosas de Astara
- Ebrahim Nabaví, periodista reformista iraní;
- Nima Yushich, poeta iraní de Mazandarán pionero en el desarrollo de la poesía persa moderna que vivió en el exilio en Astara;
- Behzad Behzadí - autor de diccionarios de idioma azerí;
- Payan Rafat - jugador de fútbol.

## Transporte
Astara es un término de vía férrea para los ferrocarriles de vía ancha Azerbaijan Railways.